# Kalendarz nowojuliański
Kalendarz nowojuliański – kalendarz opracowany przez serbskiego naukowca Milutina Milankovicia w 1923 r.
Kalendarz ten niweluje różnicę między datami starego i nowego porządku powstałą w październiku 1582 r. wraz z wprowadzeniem kalendarza gregoriańskiego. Kalendarz nowojuliański miał zastąpić kalendarz kościelny oparty na kalendarzu juliańskim, używanym przez Kościoły wschodnie nieuznające prymatu papieża. Zmieniony kalendarz juliański ma te same miesiące i długości miesiąca, co kalendarz juliański, ale lata podzielne przez 100 nie są latami przestępnymi, z wyjątkiem tego, że lata z resztą 200 lub 600 po podzieleniu przez 900 pozostają latami przestępnymi; na przykład lata 2000 i 2400 są przestępnymi tak jak w kalendarzu gregoriańskim. Spowodowało to, że daty od 1 marca 1600 r. do 28 lutego 2800 r. pokrywają się z datami kalendarza gregoriańskiego.

## Historia

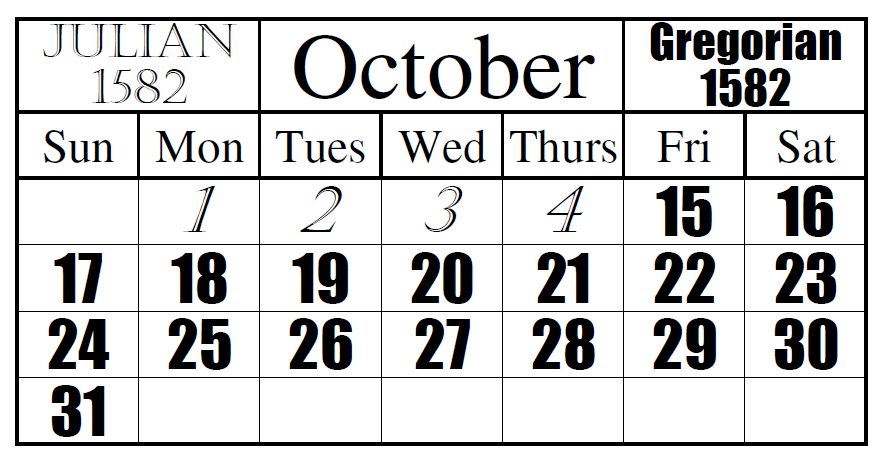

Do dnia 4 października 1582 r. powszechnie był stosowany kalendarz juliański, wprowadzony w czasach rządów dyktatora rzymskiego Gajusza Juliusza Cezara (49–44 p.n.e.). Jednakże w 1582 r. kalendarz ten spóźniał się w stosunku do zjawisk astronomicznych o 10 dni. Aby dostosować kalendarz tak, by data równonocy wiosennej ponownie wypadała 21 marca, papież Grzegorz XIII polecił opracować nowy kalendarz (zwany od jego imienia gregoriańskim). Pominął on 10 dni i tak po 4 października nastąpił 15 października 1582 r. z zachowaniem ciągłości dni tygodnia. Kalendarz ten wprowadzał także nowe zasady obliczania, które lata są przestępnymi. W wyniku tego kalendarz gregoriański spóźnia się w stosunku do zjawisk astronomicznych o jeden dzień na 3322 lata, podczas gdy kalendarz juliański spóźnia się o jeden dzień na 128 lat. Dlatego różnica dat w XXI wieku wynosi już 13 dni. Powoduje ona, że Boże Narodzenie w Kościele prawosławnym jest obchodzone w dniu 7 stycznia. Jeszcze większe różnice są w wyznaczaniu dat świąt Wielkanocy i świąt ruchomych, których daty są zależne od Wielkanocy. Ta różnica była powodem opracowania kalendarza nowojuliańskiego, aby wierni Kościołów zachodnich i wschodnich mogli obchodzić święta w tych samych dniach.
Jednak nie wszystkie Kościoły wschodnie stosują kalendarz nowojuliański. Kalendarz ten został przyjęty przez:
- Cerkwie w Konstantynopolu, Albanii, Aleksandrii, Antiochii, Bułgarii, Czechach i Słowacji, na Cyprze, w Grecji, Rumunii (oprócz Metropolii Besarabii w Mołdawii i USA i Kanadzie)[3],
- Kościół Prawosławny Ukrainy[4] (w sumie 9 z 15 autokefalicznych kościołów prawosławnych),
- ukraiński Kościół greckokatolicki[5].

Cerkiew rosyjska, serbska, jerozolimska, gruzińska, a także schizmatyckie grupy na terenie Grecji nadal stosują tradycyjny kalendarz juliański.
Polski Autokefaliczny Kościół Prawosławny, który w 1924 roku przyjął kalendarz nowojuliański, od 15 czerwca 2014 r. powrócił do stosowania starego kalendarza, dopuszczając jednak używanie nowego kalendarza w poszczególnych parafiach (ma to miejsce zwłaszcza na zachodzie Polski).